# Обозерская
Обозе́рская — узловая пассажирско-грузовая железнодорожная станция Архангельского региона Северной железной дороги, находящаяся в посёлке городского типа Обозерский Плесецкого района Архангельской области.Самая большая ЖД станция в своём субъекте РФ.
Пассажирские поезда, следующие на Архангельск, останавливаются на станции на 30—50 минут, когда электровоз заменяется на тепловоз, поскольку участок дороги Обозерская — Архангельск не электрифицирован.
На станции установлен памятный знак в честь 40-тысячного километра электрификации железных дорог в СССР.
В 1918 году станцию Обозерская захватили интервенты.

## Сообщение по станции
По состоянию на сентябрь 2015 года по станции курсируют следующие поезда пригородного сообщения:
| Пригородное | Пригородное              | Пригородное | Пригородное              |
| № поезда    | Маршрут движения         | № поезда    | Маршрут движения         |
| ----------- | ------------------------ | ----------- | ------------------------ |
| —           | —                        | 6508        | Обозерская — Архангельск |
| 6513        | Вонгуда — Емца           | 6512        | Емца — Вонгуда           |
| 6517        | Малошуйка — Обозерская   | 6518        | Обозерская — Малошуйка   |
| 6523        | Архангельск — Обозерская | 6524        | Обозерская — Архангельск |
| 6525        | Обозерская — Пукса       | 6526        | Пукса — Обозерская       |
| 6531        | Онега — Обозерская       | 6532        | Обозерская — Онега       |

### Дальнее
По состоянию на декабрь 2018 года по станции курсируют следующие поезда дальнего следования:
| Круглогодичное обращение поездов | Круглогодичное обращение поездов | Круглогодичное обращение поездов | Круглогодичное обращение поездов |
| № поезда                         | Маршрут движения                 | № поезда                         | Маршрут движения                 |
| -------------------------------- | -------------------------------- | -------------------------------- | -------------------------------- |
| 9                                | Архангельск — Санкт-Петербург    | 10                               | Санкт-Петербург — Архангельск    |
| 15                               | Архангельск — Москва             | 16                               | Москва — Архангельск             |
| 79                               | Архангельск — Адлер              | 80                               | Адлер — Архангельск              |
| 115 "Поморье"                    | Северодвинск — Москва            | 116 "Поморье"                    | Москва — Северодвинск            |
| 117 "Поморье"                    | Архангельск — Москва             | 118 "Поморье"                    | Москва — Архангельск             |
| 133                              | Архангельск — Минск              | 134                              | Минск — Архангельск              |
| 143                              | Мурманск — Вологда               | 144                              | Вологда — Мурманск               |
| 371                              | Архангельск — Котлас             | 372                              | Котлас — Архангельск             |

| Сезонное обращение поездов | Сезонное обращение поездов | Сезонное обращение поездов | Сезонное обращение поездов |
| № поезда                   | Маршрут движения           | № поезда                   | Маршрут движения           |
| -------------------------- | -------------------------- | -------------------------- | -------------------------- |
| 187                        | Архангельск — Новороссийск | 188                        | Новороссийск — Архангельск |
| 221                        | Архангельск — Анапа        | 222                        | Анапа — Архангельск        |
| 233                        | Архангельск — Москва       | 234                        | Москва — Архангельск       |
| 261                        | Архангельск — Адлер        | 262                        | Адлер — Архангельск        |
| 273                        | Архангельск — Коноша       | 274                        | Коноша — Архангельск       |

## Адрес вокзала
- 164251, Россия, Архангельская область, Плесецкий район, пгт Обозерский, ул. Калинина, д. 1

## Фотогалерея

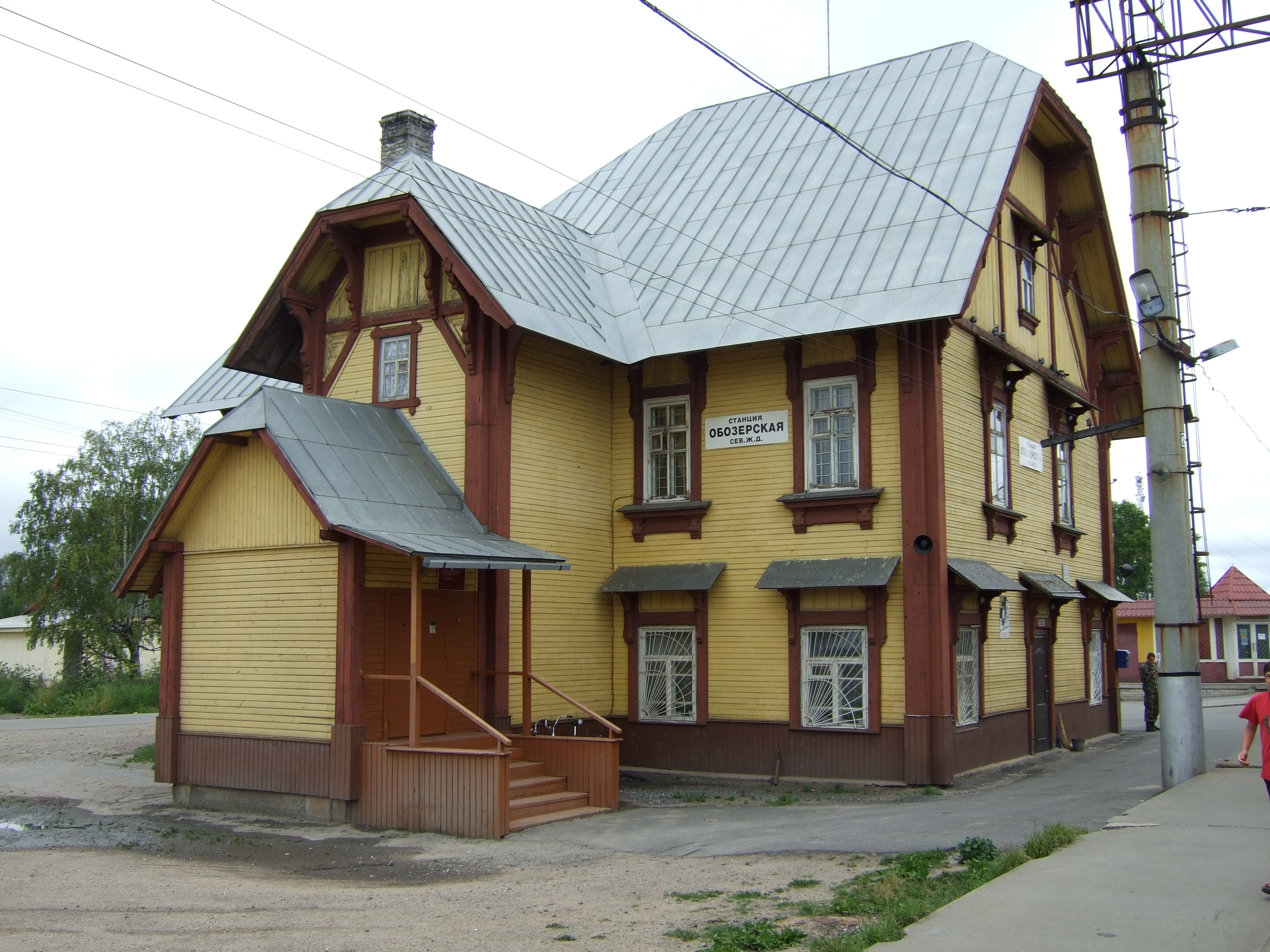
Вокзальное здание. Архитектор Л.Н.Кекушев
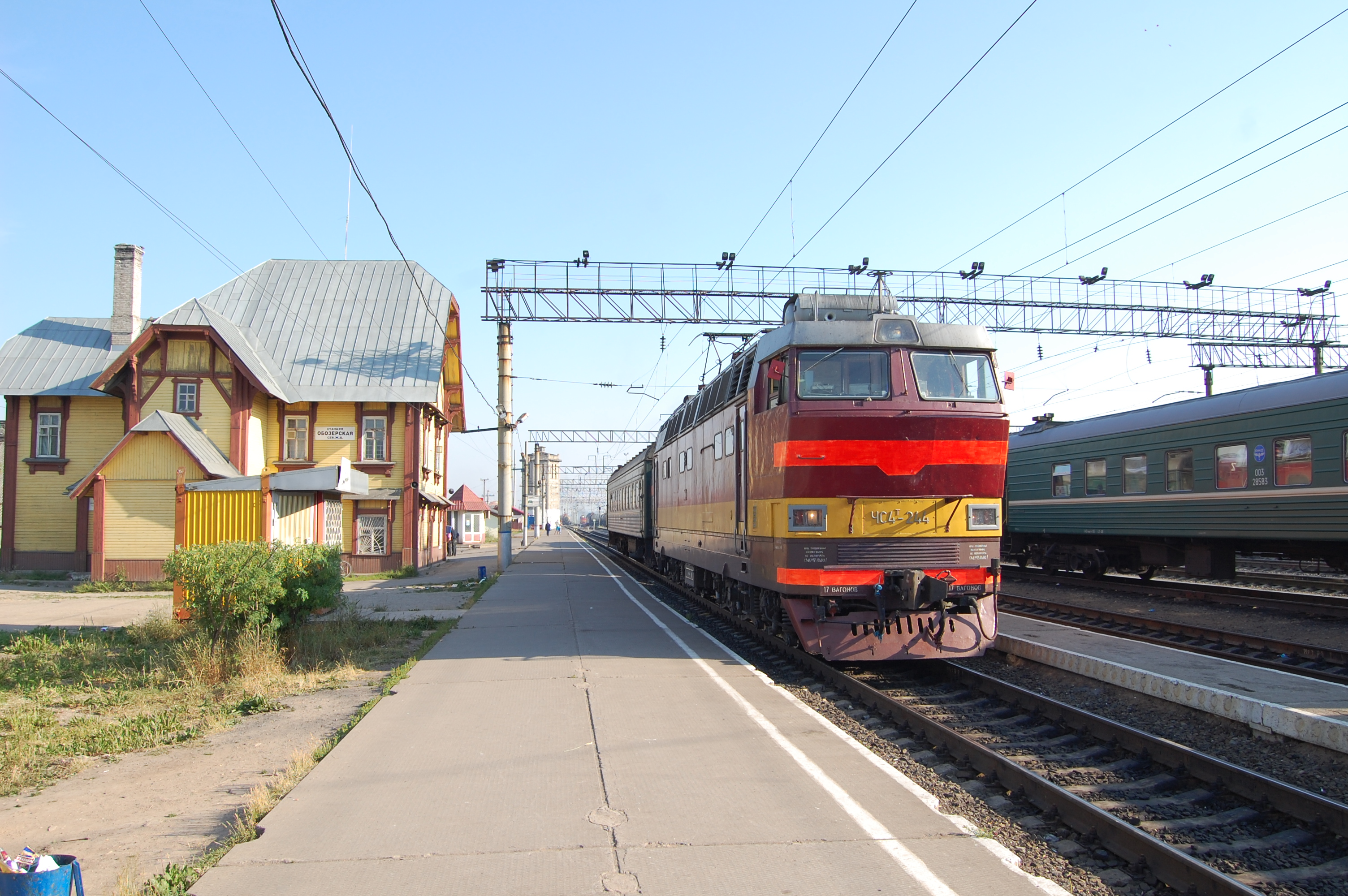
Электровоз ЧС4т на станции
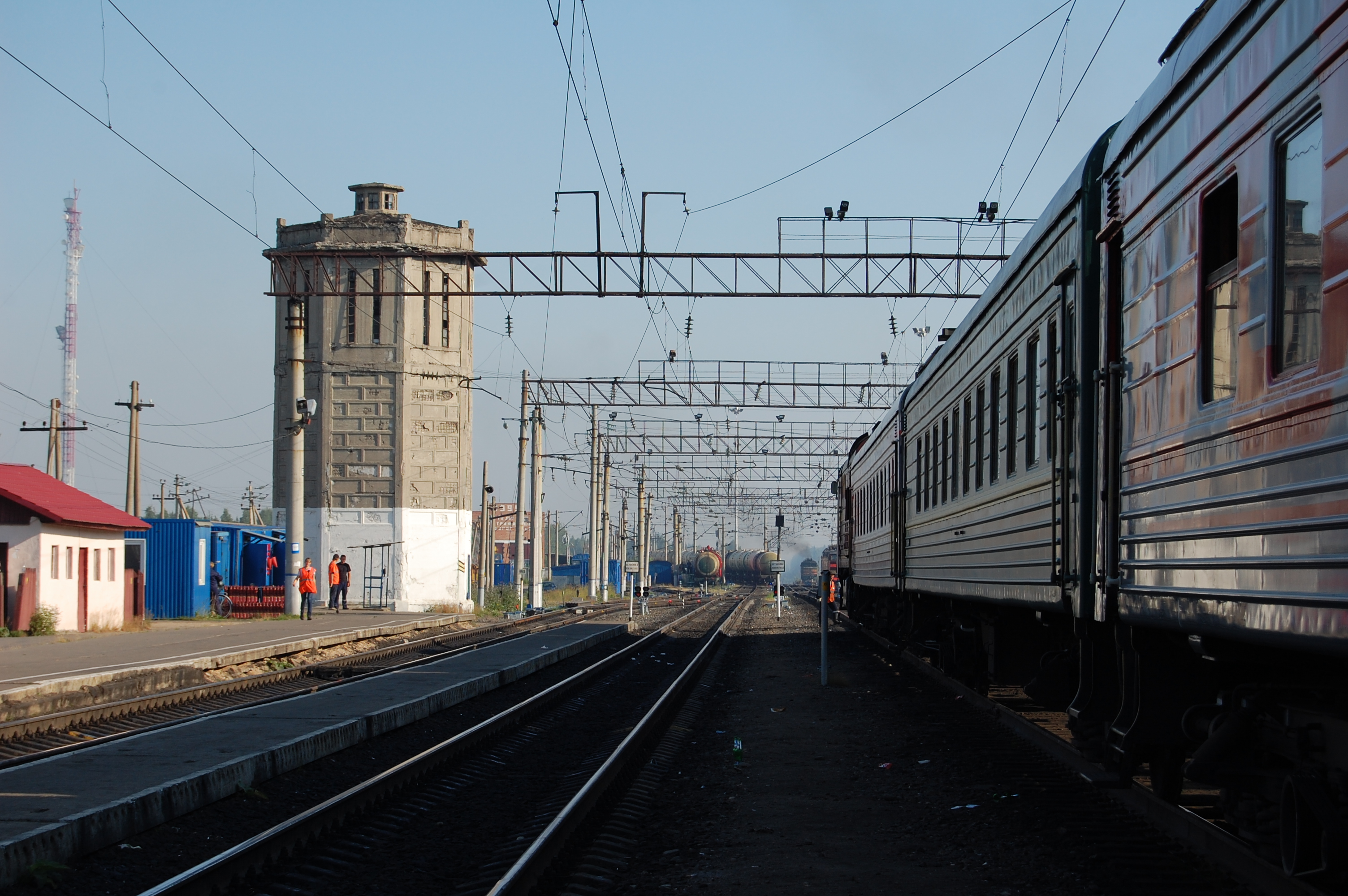
Пассажирский поезд на станции
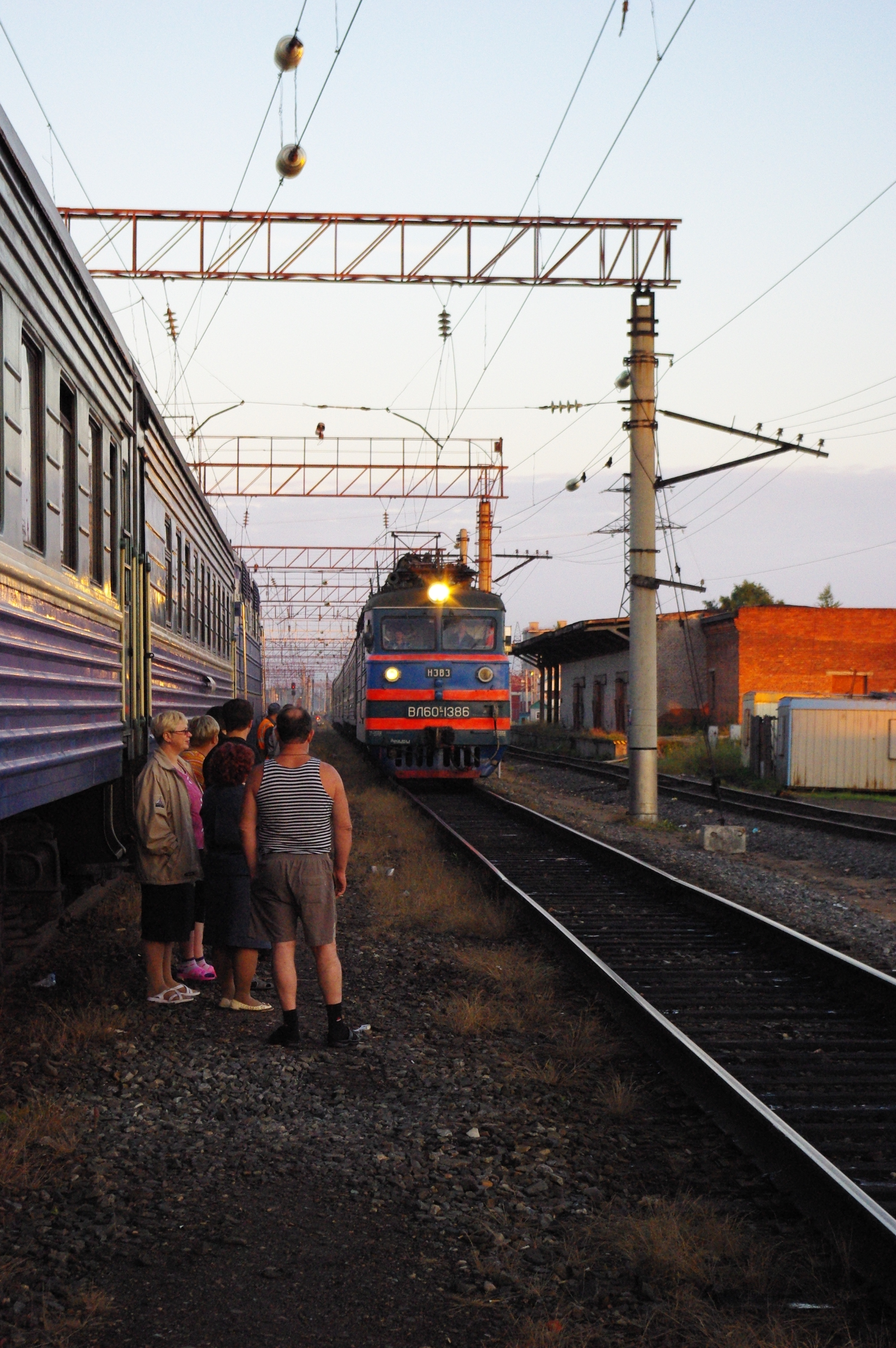
Стоянка поезда Архангельск - Москва на станции Обозерская